# Slaget vid Tali-Ihantala
Slaget vid Tali-Ihantala var ett slag som utkämpades ca 1 mil öster om Viborg. Slaget har fått sitt namn efter byarna Tali och Ihantala som från söder (Tali) till norr (Ihantala) utgör slagets geografiska område. Slaget utkämpades i fortsättningskrigets slutskede, 25 juni-9 juli 1944. De finska styrkorna (50 000 till antalet) under ledning av Karl Lennart Oesch lyckades stoppa de tredubbelt (cirka 150 000 man) så stora sovjetiska styrkorna i vad som skulle bli Nordens största slag någonsin. Genom en serie motanfall tillsammans med ett resolut försvar och massiva artillerikoncentrationer, lyckades det finska försvaret bryta udden av den sovjetiska storoffensiven. Svenska frivilligkompaniet deltog på den finska sidan.
I slaget satte Sovjetunionen in ca 600 stridsvagnar av vilka 300 förstördes av den finska sidan under slaget. De tyska trupperna i Finland hade en betydande roll i slaget, främst det tyska Gefechtsverband Kuhlmey som med cirka 70 flygplan sköt ner 100 sovjetiska flygplan under slaget. Slaget var som mest intensivt den 29 juni då den finska fronten i Tali brast. De finska divisionerna retirerade då till Ihantala där de tillsammans med nyanlända finska förstärkningar lyckades stoppa den sovjetiska offensiven, mycket tack vare att artilleriet under sin chef, generalen Vilho Petter Nenonen lyckades koncentrera stora delar av det finska artilleriet med ca 250 artilleripjäser med koncentrerad eldgivning mot de sovjetiska styrkorna som därvid led mycket stora förluster. 
Röda arméns offensiv stannade av den 9 juli, och den 12 juli beordrade Stalin att den sovjetiska offensiven mot Finland skulle avbrytas, detta på grund av att de sovjetiska förbanden behövdes i den stora offensiven i Baltikum mot Nazi-Tyskland som inleddes den 17 juli 1944 (Pskov-Ostrov-operationen).
Ryssarnas offensiv i Baltikum och den tyska krisen där ledde till återkallande av tyska trupper från Karelska näset (bl.a. 122. infanteridivisionen). I juli månad började den finska ledningen att se sig om efter möjligheter att komma ur denna situation, varpå man fann lösningen i president- och regeringsbytet. Mannerheim tog över som president den 4 augusti.
Rytis privatavtal med Ribbentrop från den 26 juni 1944 ansågs inte längre bindande av det nytillträdda ledarskapet, som 25 augusti 1944 skickade en fredsförfrågan till Sovjetunionen. Den finska segern i slaget vid Tali-Ihantala (och i flera av de andra vinsterna i avvärjningsslagen 1944, bland annat slaget vid Tienhaara) gjorde att Sovjet släppte villkorslös kapitulation som fredsvillkor. 
Den 4 september slöts en vapenvila mellan Sovjetunionen och Finland, varpå den finsk-sovjetiska fronten tystnade. Ett fredsfördrag slöts i Moskva den 19 september, i vilket man i stort sett återgick till 1940 års fredsavtal.

## Förband

### Finska förband
De finska förbanden som deltog i slaget var:
- 4. armékåren
  - 3:e brigaden (Den blå brigaden)
  - 3:e divisionen
  - 4:e divisionen
  - 1:a divisionen
  - 6:e divisionen
  - 11:e divisionen
  - Pansardivisionen
    - Pansarbrigaden
    - Jägarbrigaden
    - Stormkanonbataljonen (Utrustad med Sturmgeschütz III)

  - Flygregemente 3
  - Flygregemente 4

### Tyska förband
- 303. stormkanonbrigaden (Enheten var egentligen en bataljon trots sitt namn, använde Sturmgeschütz III)
- Flygeskader Kuhlmey

### Rikssvenska frivilligförband
I det svenskspråkiga finska infanteriregementet IR 13 ingick också det Svenska frivilligkompaniet som bestod av 64 man, av vilka 11 var finlandssvenskar och 53 rikssvenskar. Under slaget stupade 11 man, sårades 27 och två rapporterades som försvunna.

### Sovjetiska förband
De sovjetiska förbanden som deltog i slaget var:
- 21:e armén
  - 30:e gardesskyttekåren
    - 46:e gardesskyttedivisionen
    - 63:e gardesskyttedivisionenn
    - 64:e gardesskyttedivisionen
    - 30. gardespansarbrigaden (Förbandet erhöll efter slaget namnet Vyborska)
    - 394.tunga stormkanonregementet
    - 260.gardesgenombrotts stridsvagnsregementet

  - 97:e skyttekåren
    - 178:e skyttedivisionen
    - 358:e skyttedivisionen

  - 108:e skyttekåren
    - 46:e skyttedivisionen
    - 90:e skyttedivisionen
    - 314:e skyttedivisionen

  - 109:e skyttekåren
    - 72:a skyttedivisionen
    - 286:e skyttedivisionen
- 168. divisionen
- 268. divisionen
- 397.stormkanonregementet
- 152. stridsvagnsbrigaden (25 juni s.å. flyttad till Viborgska viken)
- 13:e luftarmén
- Östersjöflottans marinflyg

## Bakgrund
Efter att den finska offensiven avstannat senvintern 1941, övergick kriget på den finska fronten i ett ställningskrig med begränsad aktivitet från de båda stridande parterna. Tidigt på vintern 1944 lyckades Röda armén bryta inringningen av Leningrad, och det sovjetiska överkommandot STAVKA fick order att utarbeta en anfallsplan mot Finland, den så kallade fjärde strategiska offensiven, vars mål var att förinta den finska armén och nå Helsingfors genom en serie operationer. 
Den sovjetiska offensiven började på Karelska näset den 9 juni 1944. Med en anfallsstyrka bestående av 24 infanteridivisioner, 2 artilleridivisioner, 1 artilleribrigad, 5 pansarbrigader, 8 pansarregementen, 8 stormkanonregementen, en pionjärbrigad och 1 500 flygplan bröt man med hjälp av massiv artillerield och flygangrepp snabbt igenom den främsta finska försvarslinjen, den s.k. huvudförsvarslinjen. Fyra dagar senare, den 14 juni, bröt man även det finska försvarets andra försvarslinje, VT-linjen. Den finska armén drog sig nu tillbaka under strid till VKT-linjen (Viborg-Kuparisaari-Taipale) som bara var färdigställd på några få ställen. Den 20 juni erövrade Röda armén Viborg. Trots att ryssarna framgångsrikt brutit två finska försvarslinjer, erövrat massor av terräng och slutligen erövrat Viborg på bara 10 dagar så hade man misslyckats med att slå ut den finska armén som nu koncentrerade sig till VKT-linjen. Den 21 juni en dag efter det att Viborgs erövrats av Röda armén gav det sovjetiska överkommandot STAVKA order till Leningradfronten att fortsätta offensiven på Karelska näset. Målet var att nå Imatra-Villmanstrand-Virojoki långt bakom den finska VKT-försvarslinjen redan den 26-28 juni. Slutmålet var att ta Helsingfors. Offensiven skulle påbörjas vid Tali den 25 juni. I samband med förberedelserna för den förnyade sovjetiska offensiven fastställde det sovjetiska utrikesdepartementet ett dokument över en villkorslös finsk kapitulation, i vilken det bland annat krävdes att hela Finland öppnades upp för sovjetarmén och medlemmar av skyddskåren skulle interneras.

## Tali: 20 juni-29 juni
Slaget vid Tali kan indelas i tre faser:
Första fasen (20 juni- 24 juni) Är den försvarsstrid som den finländska 18. divisionen och den 3. brigaden utkämpade mot de sovjetiska 97. och 109. armékårerna samt den 152. stridsvagnsbrigaden. Försvararna angreps speciellt hårt av massiva artilleri- och flygangrepp. Tali by gick förlorad, men försvararna lyckades vinna så mycket tid att finländska förstärkningar hann fram.   
Andra fasen (25 juni-26 juni) Börjar det som kallas det verkliga slaget den 25 juni kl 06.30 med en timmes intensiv artilleribeskjutning och flygbombardemang av de finska linjerna. Kl 07.30 börjar den sovjetiska offensiv som har till mål att nå Imatra-Villmanstrand-Suurpäälä före den 28 juni. De sovjetiska styrkorna har nu förstärkts av den 30. gardesarmékåren. Röda armén bryter igenom på båda sidorna om sjön Leitimojärvi norr om Tali by. Anfallsriktningen längs den östra sidan stoppas efter 3 kilometer av enheter från den 4. finska divisionen. I anfallet längs den västra sidan körde det sovjetiska infanteriet fast i de finska försvarsställningarna vid Konkkalanvuoretklipporna norr om Tali som försvarades av finska infanteriregementet JR48, medan sovjetiska stridsvagnar ur det 27. tunga gardespansarregementet bröt igenom och lyckades ta sig förbi Portinhoikka vägkorsning och avancera mot Juustila. Röda armén försökte också omfatta Taliförsvaret genom att anfalla med den 178. sovjetiska infanteridivisionen över det smala sundet vid Saarela herrgård som endast försvarades av en finsk bataljon 1/JR6, bataljonen höll sina ställningar. Längs den 3. finska brigadens linje anföll den 97. sovjetiska armékåren. Vid det här laget började läget bli allvarligt för de finska försvarsstyrkorna som löpte stor risk att bli avskurna och omringade vilket hade fått till följd att den finska 4.armékårens försvar med stor sannolikhet brutit samman och VKT-linjen skulle ha genombrutits. De finska försvararna lyckades dock organisera motanfall och senare på eftermiddagen anlände den finska pansardivisionen som i sitt anfall helt förintade det 27. tunga gardespansarregementet och kastade tillbaka de sovjetiska styrkorna som avancerat väster om sjön Leitimojärvi tillbaka till Tali by. 
Tredje fasen (27 juni-29 juni) Under de första dagarnas strider hade de finska förbanden runt Tali lidit stora förluster och dessutom spridits ut och blandats om varandra huller om buller, vilket gjorde befälsordningen och ett samlat försvar till en svår uppgift.  Det var med anledning av detta som man beslöt att omorganisera den finska befälsordningen genom att skapa två stridsgrupper, stridsgrupperna Puroma och Björkman. Till slagfältet hade nu också den tyska 303. stormkanonbrigaden (av bataljons storlek) anlänt. De sovjetiska styrkorna förstärktes med den 108. sovjetiska armekåren, och förutom de tidigare nämnda sovjetiska armékårerna utgjordes dess styrka av minst 1 pansarbrigad, 2 genombrottspansarregementen och 4 stormkanonregementen. De finska styrkorna försökte återta initiativet genom att anfalla de fyra röda armédivisionerna (46. gardes-, 63. gardes-, 64. gardes-, 268. divisionerna samt 30. gardespansarbrigaden) som avancerat öster om sjön Leitimojärvi från tre håll i ett försök att skapa en motti. Stridgrupperna Puroma och Björkman lyckades komma inom en kilometer från varandra men de sovjetiska styrkorna organiserade sig till ett effektivt igelkottsförsvar vid Tali kvarn (Talinmylly). Det finska anfallet bröt samman främst p.g.a. de starka sovjetiska pansarstyrkorna, de stora artillerikoncentrationerna och p.g.a. att kommunikationen mellan flera staber och bataljoner bröt samman. Anfallet var dock inte helt misslyckat ur finsk synvinkel för finländarna lyckades tack vare anfallet gripa initiativet under tre dygn från röda armén vilket gjorde att de fräscha trupperna från de finska 6. och 11. divisionerna hann fram i tid till slagfältet. Under dessa dagar utkämpades flera stridsvagnstrider. Den 28 juni utmärktes av stor flygaktivitet där bl.a. finska bombplan och tyska Stuka bombplan gjorde flera bombräder. Även den sovjetiska flygverksamheten var stor, och den finska pansardivisionens stab led stora förluster under ett massivt flyganfall. Den 28 juni gav den finske befälhavaren Oesch order om att de finska styrkorna skulle dra sig tillbaka till en ny linje inom VKT-försvaret, men tillbakadragandet började samtidig som en ny sovjetisk offensiv börjat. Flera finska förband kringrändes, men lyckades senare ta sig tillbaka till den egna linjen. Den 29 juni har beskrivits som hela Finlands ödesdag då allt hängde på en skör tråd. Söderifrån, i riktning från Portinhoikka, anföll röda arméns pansarstyrkor och bröt igenom den finska försvarslinjen. Under hela morgonen och förmiddagen rasade ett pansarslag i området och Portinhoikkaområdet angreps av 120 sovjetiska stridsflygplan. Vid Kauhamäki gård söder om Ihantala lyckades också de sovjetiska trupperna få till stånd en 1 kilometer lång inbrytning. Vid Kauhamäki gård organiserade finländarna ett nytt försvar och strider utkämpades där under hela dagen. Striderna som resulterade i det sovjetiska genombrottet den 29 juni var mycket hårda och förorsakade bägge sidor stora förluster. De finska styrkorna förlorade ställningarna vid Konkkalavuoret och den viktiga vägkorsningen Portinhoikka, men lyckades upprätta en försvarslinje på nytt

## Ihantala 30 juni – 9 juli
Den 30 juni fortsatte det sovjetiska anfallstempot med oförminskad intensitet och vid Karhumäki tvingades de finska trupperna dra sig tillbaka. Röda armén lyckades därefter bryta igenom och nå Tähteläskogen där finska förband på kvällen åter lyckades bilda en försvarslinje.  Öster om Tähtelä vid Vakkila-Ihantala utkämpades under hela dagen ett slag där röda armén understödda av stora flygstyrkor och pansarförband angrep den finska 6. divisionen som vid midnatt fortfarande höll sin linje. Det finska flygvapnet organiserade den här dagen sitt största enskilda anfall under hela kriget med 53 flygplan. Både finskt och tyskt flyg gjorde under dagen flera anfall mot sovjetiska pansar- och artilleriställningar vid Ihantala och Portinhoikka.
Den 1–2 juli minskar de sovjetiska marktrupperna sin verksamhet.  På kvällen den 2 juli lyckas den finska signalspaningen uppfatta ett meddelande, där offensiven skulle återupptas med ett nytt sovjetiskt anfall som planerades på morgonen den 3 juli mot Ihantala med enheter ur den 30. gardes armékåren . En finsk plan utarbetas av generalen av artilleriet Vilho Nenonen, där man koncentrerade 240 artilleripjäser som tillsammans med 40 tyska plan och 28 finska angrep den sovjetiska anfallsgrupperingen. Det finska anfallet åsamkade den sovjetiska 30. gardesarmékåren så stora förluster att dess anfall helt kom av sig. 
Det sovjetiska överkommandot STAVKA började, okänt för den finska ledningen, den 4 juli att flytta förband från Karelska näset till den sovjetiska centralfronten mot Nazityskland. Den 4 juli anföll på nytt det finska artilleriet de sovjetiska ställningarna med 216 pjäser. 
Det sista stora sovjetiska anfallet kom den 6 juli när den sovjetiska 109. armékåren understödd av 200 stridsflygplan gick till anfall mot Ihantala, men också detta anfall slogs tillbaka. Den 13 juli kunde en finsk fjärrpatrull som spanade mot de sovjetiska järnvägsförbindelserna rapportera att röda arméförbanden hade börjat flyttas bort från Karelska näset.

## Facit Tali-Ihantala-slaget
Slaget vid Tali-Ihantala räknas som det största i Nordens historia.
Tali-Ihantala var den plats där den sovjetiska 21:a armén gjorde sitt intensivaste försök att bryta igenom VKT-linjen. Hade röda armén här lyckats med sitt uppsåt, skulle den haft framför sig en öppen jordbruksterräng som var mer fördelaktig för dess pansarstyrkor, samtidigt som största delen av finska armén, alltså de förband som befann sig på östra sidan av näset, i Ladogakarelen och Maaselkänäset, skulle ha skurits av både från det finska kärnlandet och sitt underhåll. Den finska armén bröt udden av den sovjetiska offensiven och fronten stabiliserades. I striden vid Tali-Ihantala förlorade Röda armén cirka 300 stridsvagnar, cirka 280 flygplan och 4 500 – 5 500 stupade och 13 500 – 14 500 sårade. De finska förlusterna i 4:e armékåren uppgick till 1 101 stupade, 6 264 sårade och 1 096 saknade. Som en direkt följd av den finska avvärjningssegern mildrades de sovjetiska kraven på vapenvila avsevärt, och Finland undgick ödet att bli en kommunistisk diktatur[källa behövs].
Faktorer bakom den finska segern var bland annat:
- det sovjetiska flygvapnets bristande effektivitet; det gick 25 nedskjutna sovjetiska plan för varje nedskjutet finskt; trots det sovjetiska jaktflygets numerära överlägsenhet gick inte ett enda finskt bombplan förlorat sommaren 1944 som en följd av att sovjetiskt jaktflyg skulle ha skjutit ned det,
- det finska och tyska flygets förmåga att bekämpa fientligt pansar,
- den finska arméns ökade kunskap om att föra pansarvärnsstrid som ökade särskilt mycket under slaget; det kan förklaras med att man lärde sig att använda närpansarvärnsvapnen i form av Panzerfaust och Panzerschreck; dessutom började man gruppera pansarvärn i djupled, samt att den finska stormkanonbataljonen förlorade under slaget 2 vagnar, samtidigt som den slog ut 43 sovjetiska stridsvagnar,
- det finska artilleriets ökade förmåga att bekämpa sovjetisk truppstyrka, främst på grund av förbättrad taktik,
- den finska underrättelsetjänstens, speciellt signalspaningens, förmåga att avslöja ryska förband och dessas planer.

## Film
- Tali-Ihantala 1944, finsk film 2007.
- Framom främsta linjen, finlandssvensk film 2004.